# Guy Bagnard
Guy-Marie Bagnard, né Guy Claude Bagnard le 14 avril 1937 à Montceau-les-Mines en Saône-et-Loire, est un évêque catholique français, évêque émérite du Belley-Ars dont il fut évêque de juillet 1987 à juin 2012.

## Biographie

### Formation
Guy Bagnard est issu d'un milieu ouvrier,, né d'un père mineur, Raymond Bagnard, et d'Henriette Donet. Il suit tout d'abord ses études pour devenir prêtre au petit séminaire de Rimont, puis au Séminaire universitaire de Lyon (université catholique de Lyon), puis à l'Institut catholique de Paris où il obtient son diplôme d'études approfondies (DEA) de théologie et enfin à la Faculté des lettres de Paris où il obtient son DEA de philosophie.

### Principaux ministères
Il est ordonné prêtre pour le diocèse d'Autun le 29 juin 1965. Son évêque l'envoie tout d'abord comme vicaire à Gueugnon, avant qu'il se donne à l'enseignement, sauf de 1968 à 1971 où il est vicaire à la paroisse Saint-Sulpice de Paris. Il devient professeur au petit séminaire de Semur-en-Brionnais de 1967 à 1968, puis professeur au séminaire Saint-Sulpice d'Issy-les-Moulineaux de 1971 à 1974, et supérieur du séminaire de Paray-le-Monial de 1974 à 1984. 
Il est nommé évêque de Belley-Ars le 8 juillet 1987 par le pape Jean-Paul II. Il est consacré à ce titre par le cardinal Albert Decourtray, assisté de Robert Coffy, archevêque de Marseille et de Louis Cornet, évêque de Meaux, le 4 octobre de la même année en l'église souterraine d'Ars-sur-Formans et sa prise de possession a lieu le même jour. Il ajoute à son prénom « Marie » en hommage à la Vierge et prend donc comme nom Guy-Marie Bagnard, évêque de Belley-Ars.
Il est le fondateur d'un séminaire international à Ars en 1988, puis de la « société Jean-Marie-Vianney » en 1990, à la fois pour encadrer les séminaristes, et pour rassembler les prêtres diocésains par une spiritualité spécifique, sacerdotale, permettant de réduire leur isolement.
Le 15 juin 2012, sa démission, présentée pour raison d'âge, est acceptée, et Pascal Roland, jusque-là évêque de Moulins est nommé pour lui succéder. 
Il demeure administrateur apostolique du diocèse jusqu'au 9 septembre suivant, date de la prise de fonction de son successeur. 
Au sein de la Conférence des évêques de France, il a été membre de la Commission pour l'unité des chrétiens et est actuellement membre du Conseil pour les mouvements et associations de laïcs.

## Publications
Guy Bagnard est l'auteur de diverses publications dont :
- Le Curé d'Ars, portrait d'un Pasteur, éditions Tempora.
- Séminaire et mission : Quelques réflexions à partir d'une expérience de dix ans au service de la formation, cahier de Lumen Gentium.
- Fais la joie de Jésus, éditions des Béatitudes.
- Au service de l’Église et des prêtres, mémoire d’une vie, Editions du Signe, 2022[3]